# Евтропий из Сента

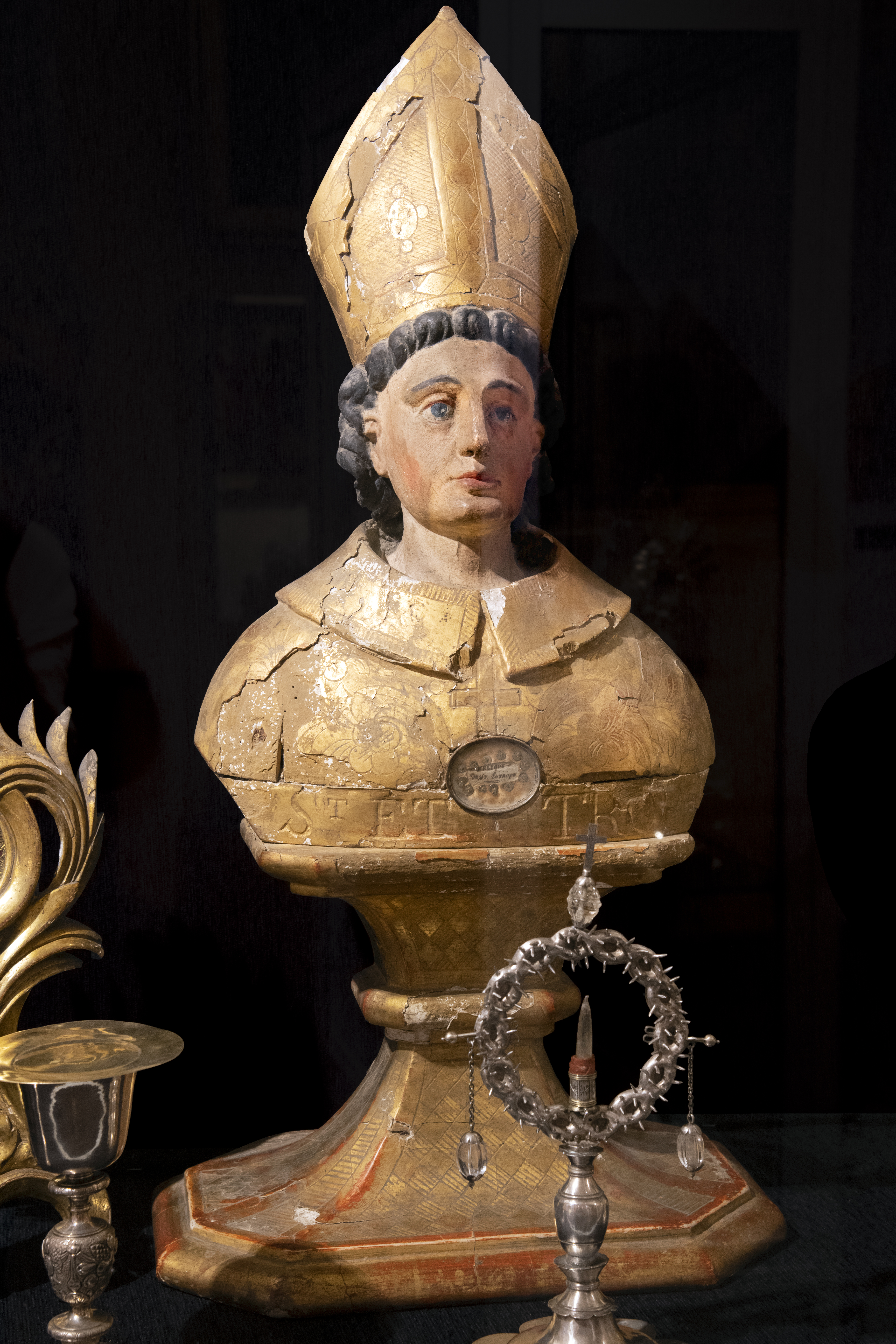
Реликварий бюст Святой Евтропы

Евтропий (III или IV век) — святой, первый епископ Сента. День памяти — 30 апреля.

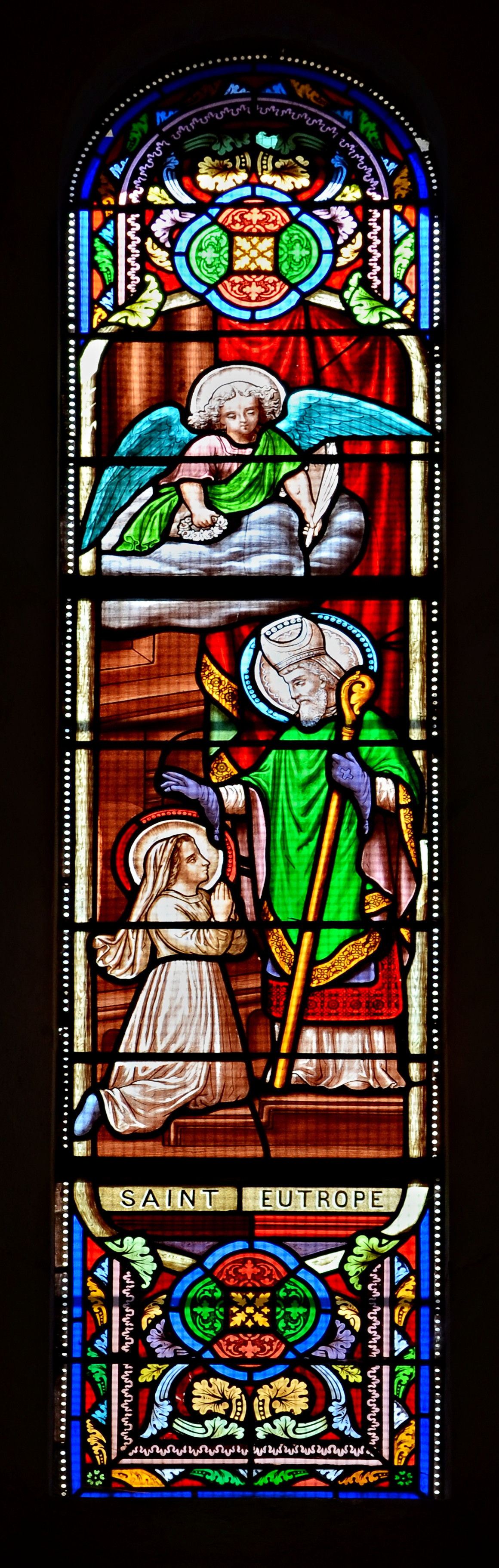
Витраж, на котором изображены свв. Евтропий и Евстелла, храм свв. Кира и Иулиты, Ле-Мат, Приморская Шаранта

Упоминается у свв. Венанция Фортуната и Григория Турского, как прибывший на проповедь в Галлию во времена императора Декия (249—251). Также упоминается как мученик в In gloriam martyrum (гл. LVI), написанной ок. 590 года.